# Vodice (Tábori járás)
Vodice település Csehországban, a Tábori járásban. Vodice Rodná, Bradáčov, Dolní Hořice, Pojbuky, Obrataň, Pacov és Cetoraz településekkel határos. Lakosainak száma 150 fő (2024. január 1.).

## Népesség
A település lakosságának változását az alábbi diagram mutatja:
| Lakosok száma | 1317 | 1167 | 1007 | 575  | 358  | 209  | 154  | 150  | 151  | 150  |
|               | 1869 | 1890 | 1921 | 1950 | 1980 | 2001 | 2017 | 2019 | 2022 | 2024 |